# 애플 보안 리서치 기기
보안 리서치 기기(영어: Apple Security Research Device, SRD)는 애플에서 특수 설계한 iOS 보안 연구 장치이며, 일상적 사용이나 운용을 위해 제작되지 않았다. 애플 보안 리서치 기기 프로그램(Apple Security Research Device Program, SRDP)에서 선별된 소수의 보안 연구자 또는 기관에만 제공되며, 갱신 가능한 12개월 대여로 제공된다. 애플은 2019년에 프로그램을 시작한 이후, 보안 리서치 기기 프로그램에서 선별된 연구원들이 130개의 주요 보안 취약점을 발견했다고 발표했다.

## 특수 기능
- Apple 운영 체제 구성요소와 동일한 권한 수준에서 임의의 권한을 가진 기기에 실행 코드 사이드 로드.
- 시동 시 서비스 시작.
- 재시동 후에도 콘텐츠 유지.
- research.com.apple.license-to-operate 권한을 사용하여 시스템 프로세스를 포함한 시스템의 모든 기타 프로세스를 디버그하기 위한 프로세스 허용.
- 사용자 설정 커널 캐시 개인 맞춤화 및 복구.
- 사용자 지정 커널 캐시 설치 및 시동.
- 플랫폼 및 샌드박스 외부의 루트를 포함하여 모든 권한으로 임의의 코드 실행.
- NVRAM 변수 설정.
- Secure Page Table Monitor(SPTM) 및 Trusted Execution Monitor(TXM)용 사용자 지정 펌웨어 설치 및 시동.

## 신청 조건
애플은 iPhone 이외의 플랫폼을 포함하여, 주로 보안 연구의 실적이 뒷받침되는 신청서를 기반으로 보안 리서치 기기를 받을 소수의 보안 연구원을 선발한다. 그외 애플은 컴퓨터 과학을 전공하는 학생들에게 보안 연구를 소개하기 위한 교육 도구로 활용하고자 하는 대학 수준의 선별된 교육자에게도 보안 리서치 기기를 제공한다.애플 보안 리서치 기기 프로그램은 미국이 금수조치를 취한 국가나 지역에서는 이용할 수 없으며, 미국 재무부의 특별 지정 국민 목록, 미국 상무부의 거래 금지 인물 목록이나 단체 목록, 기타 제한 당사자 목록에 포함된 국가에서도 이용할 수 없다.

### 프로그램 대상 국가
- 그리스
- 남아프리카공화국
- 네덜란드
- 노르웨이
- 뉴질랜드
- 대한민국
- 덴마크
- 독일
- 라트비아
- 룩셈부르크
- 루마니아
- 리투아니아
- 리히텐슈타인
- 몰도바
- 모로코
- 몬테네그로
- 미국
- 북마케도니아
- 벨기에
- 보스니아 헤르체고비나
- 브라질
- 불가리아
- 세네갈
- 세르비아
- 스웨덴
- 스위스
- 스페인
- 싱가포르
- 슬로바키아
- 슬로베니아
- 아이슬란드
- 아르메니아
- 아르헨티나
- 아제르바이잔
- 아일랜드
- 에스토니아
- 영국
- 오스트리아
- 이탈리아
- 인도
- 일본
- 조지아
- 캐나다
- 크로아티아
- 체코
- 포르투갈
- 폴란드
- 프랑스
- 핀란드
- 헝가리
- 호주